# Seminar für Ausbildung und Fortbildung der Lehrkräfte Karlsruhe (Gymnasien)

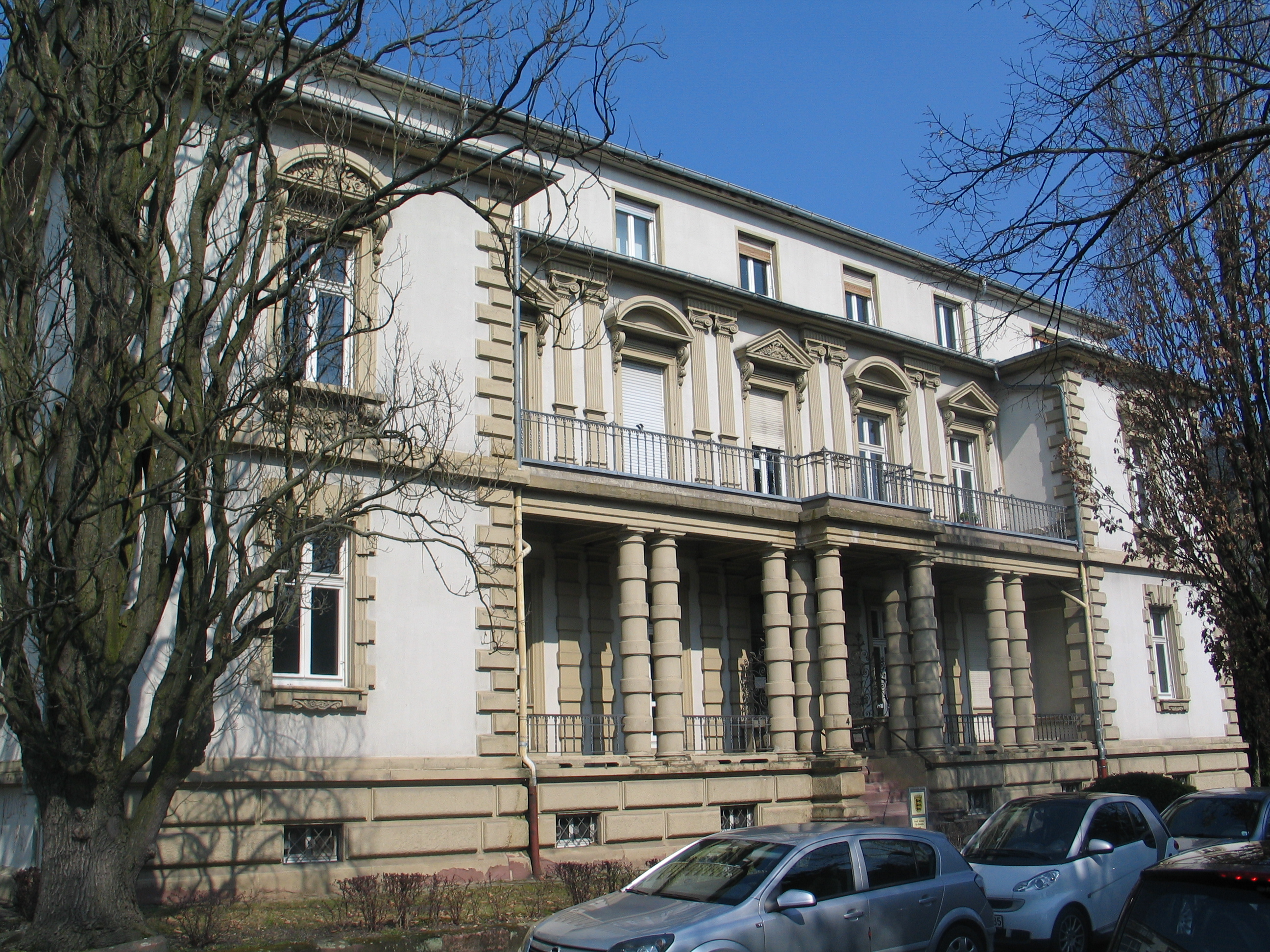
Seminargebäude in Karlsruhe

Das Seminar für Ausbildung und Fortbildung der Lehrkräfte Karlsruhe (Gymnasien) ist ein staatliches Seminar der Lehrerausbildung in Karlsruhe und wurde 1928 als Pädagogisches Seminar gegründet. Es zählt zu den ältesten Seminaren für die Lehrerausbildung in Baden-Württemberg. Am Seminar werden zukünftige Lehrkräfte für Gymnasien ausgebildet. Das Seminar ist dem Kultusministerium Baden-Württemberg unterstellt.

## Standort
Das Seminar wurde 1928 auf Initiative von Karl Ott, einem engagierten Schulleiter und Pädagogen, vom Badischen Ministerium für Kultus und Unterricht gegründet. Nach seiner Gründung war es bis nach dem Zweiten Weltkrieg am Bismarck-Gymnasium Karlsruhe untergebracht. Nach Ende des Kriegs zog es erst in die Räumlichkeiten des Helmholtz-Gymnasiums, dann in das Pädagogische Institut Karlsruhe, bis es das ehemalige Botschaftsgebäude des Landes Preußen in Baden bezog, in dem es heute noch untergebracht ist.

## Aufgaben
In enger Kooperation mit den 50 Ausbildungsgymnasien der Region werden hier jährlich etwa 300 Studienreferendare ausgebildet. Außerdem werden für 200–250 Lehramtsstudenten während des Praxissemesters Begleitveranstaltungen angeboten.
80 Ausbilder sind in einem eineinhalbjährigen Ausbildungsgang für die Ausbildung der zukünftigen Gymnasiallehrer in den Fachdidaktiken, in Pädagogik und Psychologie, Schulrecht, Multimedia u. a. Bereichen, zuständig.
Als Didaktisches Zentrum nimmt das Seminar darüber hinaus vielfältige Aufgaben wahr: Das Seminar wirkt mit bei der Lehrerfortbildung und -beratung, bei der Schulentwicklung und der Entwicklung neuer Konzeptionen in der Lehrerbildung.